# Cynthia Watros
Cynthia Watros (Lake Orion, 2 september 1968) is een Amerikaans actrice.
Ze deed een acteeropleiding aan de universiteit van Boston. In 2001 kreeg ze een tweeling. Tijdens de opnamen van Lost werd ze gearresteerd wegens rijden onder invloed op Hawaï.

## Films
- 1995 - Cafe Society als Diana Harris
- 1997 - His And Hers als Pam
- 2000 - Mercy Streets als Sam
- 2001 - Yellow Bird als Alma Tutwiler
- 2002 - P.S. Your Cat Is Dead als Kate
- 2005 - American Crude als Jane
- 2005 - Just Pray als Perry Ann Lewis
- 2006 - My Ex Life

## Tv-series
- 1994 - 1998 - The Guiding Light als Annie Dutton Banks
- 2000 - 2002 - Titus als Erin Fitzpatrick
- 2002 - 2004 - The Drew Carey Show als Kellie Newmark
- 2005 - Lost als Libby
- 2010 - House als Sam Carr
- 2013 - Video Game High School
- 2014 - 2015 - Finding Carter als Elizabeth Wilson